# Antoine Chaumont de La Galaizière
Pour les articles homonymes, voir Chaumont.
Pour les autres membres de la famille, voir Famille Chaumont de La Galaizière.
Antoine Chaumont de La Galaizière ou Antoine de Chaumont de La Galaizière, né à Paris le 4 octobre 1727 et mort au château de Mareil-le-Guyon le 12 décembre 1812 est un magistrat et intendant de l'Ancien Régime.

## Biographie
Antoine Chaumont ou de Chaumont naît à Paris le 4 octobre 1727,,. Il est baptisé le même jour dans l'église Saint-Paul des Champs. Il est le fils d’Antoine-Martin Chaumont de La Galaizière, intendant et chancelier de Lorraine et de  son épouse Louise-Élisabeth Orry de Fulvy,,,.
Il porte les titres de  marquis de Bayon et de comte de Mareil-le-Guyon et de Chaumont-sur-Moselle. Ce dernier titre lui est donné par lettres patentes de Louis XVI du 15 mai 1776 qui donnent le nom de Chaumont-sur-Moselle à sa seigneurie de Neuviller, où il possède un château.

### Début de carrière
En 1746, il devient conseiller au Parlement de Paris, avec une dispense d'âge, puis en 1749 maître des requêtes,,,, bénéficiant aussi d'une dispense d'âge puisqu'il n'a pas atteint l'âge de 30 ans normalement requis pour devenir maître des requêtes,.
Il commence sa carrière d'intendant comme intendant de la généralité de Montauban en 1756,,,,,. À Montauban, il se heurte à la Cour des aides.

### En Lorraine
Son père, Antoine-Martin Chaumont de La Galaizière, intendant et chancelier de Lorraine, obtient en 1758 qu'Antoine vienne en Lorraine l'assister. Le fils succède donc au père dans la fonction d'intendant de Lorraine et du Barrois tandis que le père reste chancelier de Lorraine. Le 4 décembre 1758, Antoine est nommé intendant de Lorraine et du Barrois par Stanislas Leszczynski,,,. 
Après la mort de celui-ci et l'annexion de la Lorraine à la France en 1766, Antoine reste intendant de Lorraine et du Barrois, cette fois au nom du roi de France,,,. En effet, si les fonctions de chancelier de Lorraine de son père disparaissent à la mort de Stanislas Leszczynski le 23 février 1766, Louis XV proroge Antoine Chaumont de La Galaizière à son poste deux jours après. C'est donc Antoine qui gère les problèmes liés à l'intégration de la Lorraine dans le royaume. Il est coopté comme membre de l'Académie de Stanislas en 1759 et il y exerce deux mandats de directeur, en 1761 et en 1768. En 1769, il vend son office de maître des requêtes.
Il allège la corvée d'entretien des routes et confie de plus en plus les travaux à des entreprises. Il organise le rachat de la corvée, impôt en nature, par les communautés qui y sont assujetties.
Il organise le partage des communaux et le remembrement dans trois villages dont il est seigneur : Roville, Neuviller, La Neuville-sous-Bayon. Ces partages sont homologués en 1771, mais ils donnent lieu à des contestations. À Roville, les paysans rétablissent le troupeau commun en 1781 et le mènent paître sur le domaine seigneurial. Chaumont de La Galaizière perd le procès qui en découle devant la Cour souveraine de Nancy, avec qui il est en conflit,,. Son appel au Conseil ne sera jamais jugé, à cause de la Révolution.
Chaumont de La Galaizière fait partie du groupe des intendants amis des encyclopédistes, qui à partir des années 1770, agissent pour moderniser le pays en promouvant le libéralisme économique.

### En Alsace
Il change ensuite de province, devenant intendant d'Alsace de 1778 à la suppression des généralités,,,,. Il cherche à développer l'industrie manufacturière. 
En 1780, exprimant un point de vue officiel, il souligne que les anabaptistes, petite minorité installée en Alsace à la fin du XVIIe siècle, n'y ont pas d'existence légale.
En 1783, il organise le partage des communaux dans le Sud de l'Alsace.
En 1784, il élabore et publie des lettres patentes qui redéfinissent les droits et les devoirs des juifs alsaciens, les soumettant à un régime d'autorisation pour se marier et leur donnant le droit de travailler la terre, tout en organisant leur dénombrement. Chaumont de La Galaizière veut à la fois faire baisser le nombre de juifs en Alsace et donner plus de moyens de subsistance à ceux qui y sont installés.
Le 10 novembre 1787, il ouvre la réunion de l'Assemblée provinciale d'Alsace par un discours qui met l'accent sur les réformes fiscales et économiques et la tolérance tout en alertant sur les dangers d'une expression populaire irréfléchie,,.
Démis de sa charge d'intendant d'Alsace en juillet 1789, il n'y revient plus ensuite,. Au moment de la création des départements, il organise néanmoins la transition, demandant des instructions à propos de la répartition des archives de l'intendance.

### Conseiller d'État

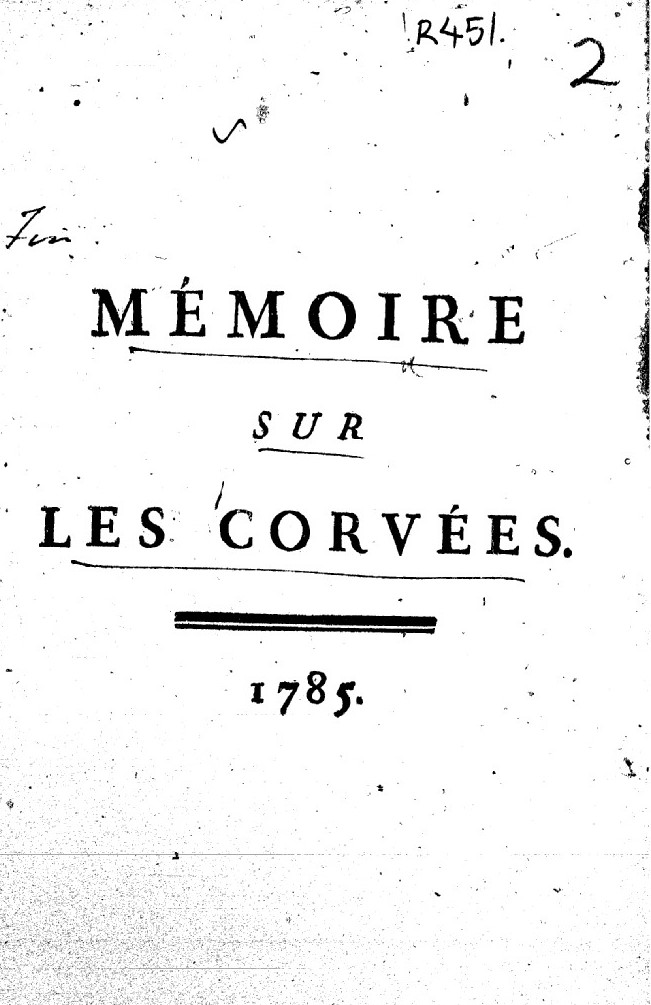
Page de titre du Mémoire sur les corvées (1785) attribué à Chaumont de La Galaizière.

Tout en restant intendant d'Alsace, il est promu conseiller d'État semestre en 1782,,. 
Il est l'auteur présumé du Mémoire sur les corvées paru en 1785 dans lequel il se montre proche des idées de Turgot et des économistes et qui est approuvé dans les cercles philosophiques. Il y condamne la corvée en nature, qu'il considère comme « injuste », ajoutant que « cette contribution est la plus fâcheuse peut-être de celles qu'acquittent les sujets du roi ».
En 1785, il préside la commission sur la corvée, réunie sur ordre du ministre Calonne et à laquelle participe le cousin d'Antoine, Antoine-Louis Chaumont de La Millière, intendant des ponts et chaussées. Les travaux de cette commission aboutissent en 1787 au remplacement de la corvée par un impôt en numéraire,.
En 1789, au moment de la réunion des États généraux il est à Paris. Il fait partie des quatre conseillers d'État qui forment la commission des États généraux. En raison de cette fonction, il assiste au Conseil du 19 juin 1789 au cours duquel Louis XVI ajourne, sans doute sur intervention de Marie-Antoinette, un projet de charte constitutionnelle et de réforme fiscale proposé par Necker à la suite de la proclamation de l'Assemblée nationale le 17 juin 1789. Louis XVI confie à Chaumont de La Galaizière la mission de préparer pour le lendemain un rapport sur ce projet. Le lendemain, 20 juin 1789, les députés du Tiers-État prêtent le serment du Jeu de Paume. Au Conseil du même jour, Chaumont de La Galizière présente son rapport, hostile à la proposition de Necker, qui n'est pas retenue,.

### Pendant la Révolution et l'Empire
Pendant la Révolution française, il émigre en Angleterre,,, et rentre en France en 1803 ou en 1805,.
Antoine de Chaumont de La Galaizière meurt au château de Mareil-le-Guyon le 12 décembre 1812.

### Mariage et descendance
Il épouse, à Paris le 4 avril 1758 Marie Geneviève Perrine Pétronille Maussion de La Courtaujay (1741-1799), fille d’Étienne-Charles Maussion de La Courtaujay, receveur général d’Alençon, et de Marie-Thérèse-Antoinette Bergeret,,,, et sœur du maître des requêtes et intendant de la généralité de Rouen Étienne Thomas Maussion. Ils ont deux fils et trois filles :
- Antoine Pierre de Chaumont de La Galaizière (1759-1846), marquis de La Galaizière, intendant adjoint de son père en Alsace, banquier sous le Directoire, conseiller d'État honoraire à la Restauration[35],[2],[36] ;
- Charles, comte de Mareil, mort en 1835[37],[7] ;
- Louise (1760-1837), épouse d'Étienne-Henri d'Escayrac[38],[7] ;
- Sophie, née en 1762[39], épouse du vicomte de Buffevent[7] ;
- Eugénie, née en 1768, épouse en 1783 de Jean-Thérèse-Louis de Beaumont, marquis d'Autichamp[40],[7].

### Note
1. ↑  Le 12 décembre 1812 est la date indiquée par Sylvie Nicolas[2] et Bernd Klesmann,[7]. Jean-Marie Schmitt et Alain Petiot affirment qu'il est mort le 12 octobre 1812[4],[5]. La date de son décès sur le registre d'état civil de la commune de Mareil-le-Guyon est bien le 12 décembre 1812[33].